# عضلان (فصيلة فرعية)
العِضْلَان (جمع عَضَل) (الاسم العلمي: Gerbillinae) هي فصيلة فرعية من الحيوانات تتبع الفصيلة الفأرية من رتبة القوارض. تضم نحوا من 110 نوعا في عدد من الأجناس مثل العضل (الاسم العلمي: Gerbillus)، فأر الرمل (الاسم العلمي: Psammomys)، جرذ صحراوي (الاسم العلمي: Meriones)، عضل أليان، جرد عربي وجرد ليبي.

## قبائل العضلان
- العضلاوية
  - العضل